# Несправедливост
Несправедливост е качество, отнасящо се до нечестни или незаслужени резултати. Антоним на справедливост. Терминът може да определя отделно събитие или ситуация, но и в по-широка степен дадено статукво или развитие. Във философията и юриспруденцията несправедливостта е
често, но невинаги дефинирана като или липса или обратното на справедливост 